# Allègre-les-Fumades
Allègre-les-Fumades település Franciaországban, Gard megyében. Lakosainak száma 1013 fő (2022. január 1.). Allègre-les-Fumades Bouquet, Fons-sur-Lussan, Navacelles, Potelières, Rivières, Rousson, Saint-Denis, Saint-Julien-de-Cassagnas és Servas községekkel határos.

## Népesség
A település népességének változása:
| Lakosok száma | 563  | 581  | 623  | 713  | 835  | 864  | 902  | 953  | 984  | 1013 |
|               | 1968 | 1982 | 1990 | 2006 | 2013 | 2015 | 2017 | 2019 | 2020 | 2022 |